# أنطونيو كويلو
أنطونيو كويلّو (بالإسبانية: Antonio Coello)‏ هو كاتب مسرحي وكاتب وشاعر إسباني، ولد في 26 أكتوبر 1611 في مدريد في إسبانيا، وتوفي في 20 أكتوبر 1652.